# Variola louti
Variola louti (Forsskål, 1775) è un pesce d'acqua salata appartenente alla famiglia Serranidae, sottofamiglia Epinephelinae.

## Distribuzione e habitat
Questa specie è diffusa nelle barriere coralline del Mar Rosso e dell'Indo-Pacifico, ma non nel Golfo Persico e nelle isole Hawaii. Abitano acque comprese tra -2 e -250 metri di profondità.

## Descrizione
Il corpo è tipico delle cernie, alto e allungato, piuttosto compresso ai fianchi, con testa allungata e bocca grande, circondata da labbra spesse. Le pinne sono appuntite e robuste. La coda è a mezzaluna, piuttosto ampia. La livrea presenta un fondo rossastro, più o meno macchiato di chiaro e scuro, puntinato di chiaro o di rosso. Le pinne sono rosse, orlate di giallo. Gli esemplari giovani hanno livree più anonime.

Raggiunge una lunghezza massima di 83 cm.

## Riproduzione
È una specie ermafrodita proterandrica: gli esemplari nascono tutte femmine, invecchiando si trasformano poi in maschi. La fecondazione è esterna.

## Alimentazione
Si nutrono prevalentemente di pesci e invertebrati.

## Pesca
Come molte altre cernie, sono oggetto di pesca sportiva e commerciale, essendo le loro carni piuttosto pregiate. 

Vi sono tuttavia molti casi di avvelenamento da ciguatera, pertanto in alcuni Paesi, come alle Mauritius, è vietata la pesca per l'alimentazione.

## Acquariofilia
Viste le loro dimensioni, sono ospitati solamente negli acquari pubblici.